# 塞耶鎮區 (密蘇里州俄勒岡縣)
塞耶鎮區（英語：Thayer Township）是位於美國密蘇里州俄勒岡縣的一個行政鎮區。

## 地方資料
塞耶鎮區的面積為216.49平方千米，當中陸地面積為216.43平方千米，而水域面積為0.06平方千米。根據2020年美國人口普查的數據，當地共有人口3459人，而人口密度為每平方千米15.98人。